# Jean Ruyr
Jean Ruyr né à Charmes vers 1560 et décédé en 1645 à Saint-Dié est homme d'Église, doyen des chanoines après avoir été chantre de Saint-Dié. Cet érudit humaniste est aussi un poète et un écrivain historiographe lorrain.

## Biographie
Né dans une famille bourgeoise de Charmes, disposant d'une solide fortune, vers 1560, le jeune Jean Ruyr, beau-frère de Curien Grandidier, lieutenant du bailliage et garde du tabellionage de Bruyères, est éduqué dans la tradition littéraire humaniste fortement italianisante de l'époque, notamment en poésie par son précepteur Jean Wiriot, chanoine de Saint-Dié. Il écrit une pastorale, intitulée Bergerie sacrée. Il s'agit d'une pièce lue, mais aussi jouée et chantée.
Après de longues études en lettres, art et musique, il fait profession au chapitre de l'Insigne église de Saint-Dié en 1598. Il en devient secrétaire, puis rapidement  chanoine et chantre, puis enfin doyen, en prenant un coadjuteur, son neveu Nicolas Ruyer.
Maîtrisant à la perfection l'italien, il traduit et met en vers en langue française les Triomphes de Pétrarque. Il les présente d'ailleurs librement sous forme de dialogues, y insérant des méditations pieuses, en l'honneur des chanoines de Saint-Dié, auxquels elles sont dédicacées.
En 1594, il publie une traduction de la Beatissimi Deodati episcopi vita (Saint-Nicolas-de-Port, Didier Guillemin, 1560) sous le titre Vie et histoire de saint Dié. Quant à son ouvrage en trois parties Recherches des sainctes antiquitez de la Vosge, publié une première fois en 1625, c'est une source souvent citée, en particulier la première reconnue, de l'histoire de la Lorraine et aussi de l'Alsace. Insatisfait des illustrations de Jacques Callot, Jean Ruyr fait détruire les exemplaires de l'année 1625, pour relancer une nouvelle édition en 1633.
Jean Ruyr meurt en 1645 à Saint-Dié.

## Hommage
Une rue Jean-Ruyr à Saint-Dié honore la mémoire de ce chanoine chantre et doyen. C'est l'un des rares chanoines encore connus par l'odonymie.

## Ses œuvres
- Les Triomphes de Pétrarque..., Troyes, chez Claude Garnier, 1588[7].
- Vie et histoire de Sainct Dié, evesque de Nevers..., Troyes, Jean Oudot, 1594[8].
- Recherches des sainctes antiquitez de la Vosge, Saint-Dié, Jean Marlier, 1625[9] ; Reveuës, corrigées, & augmentées, Épinal, Ambroise Ambroise, 1633.